# Antodynerus proterreus
Antodynerus proterreus är en stekelart som först beskrevs av Giordani Soika 1934.  Antodynerus proterreus ingår i släktet Antodynerus och familjen Eumenidae. Utöver nominatformen finns också underarten A. p. brazzai.